# Torleif Syrstad
Torleif Syrstad, född 11 april 1994, är en norsk längdskidåkare som specialiserat sig på långlopp.

## Karriär
Syrstad slutade på en tredjeplats i Vasaloppet såväl 2019 som 2020. År 2024 vann han Vasaloppet. Syrstad har i och med segern i Janteloppet år 2024 placerat sig på pallen i Ski Classics vid fyra tillfällen vara två har varit vinster.